# Jurassic Park (franchise)

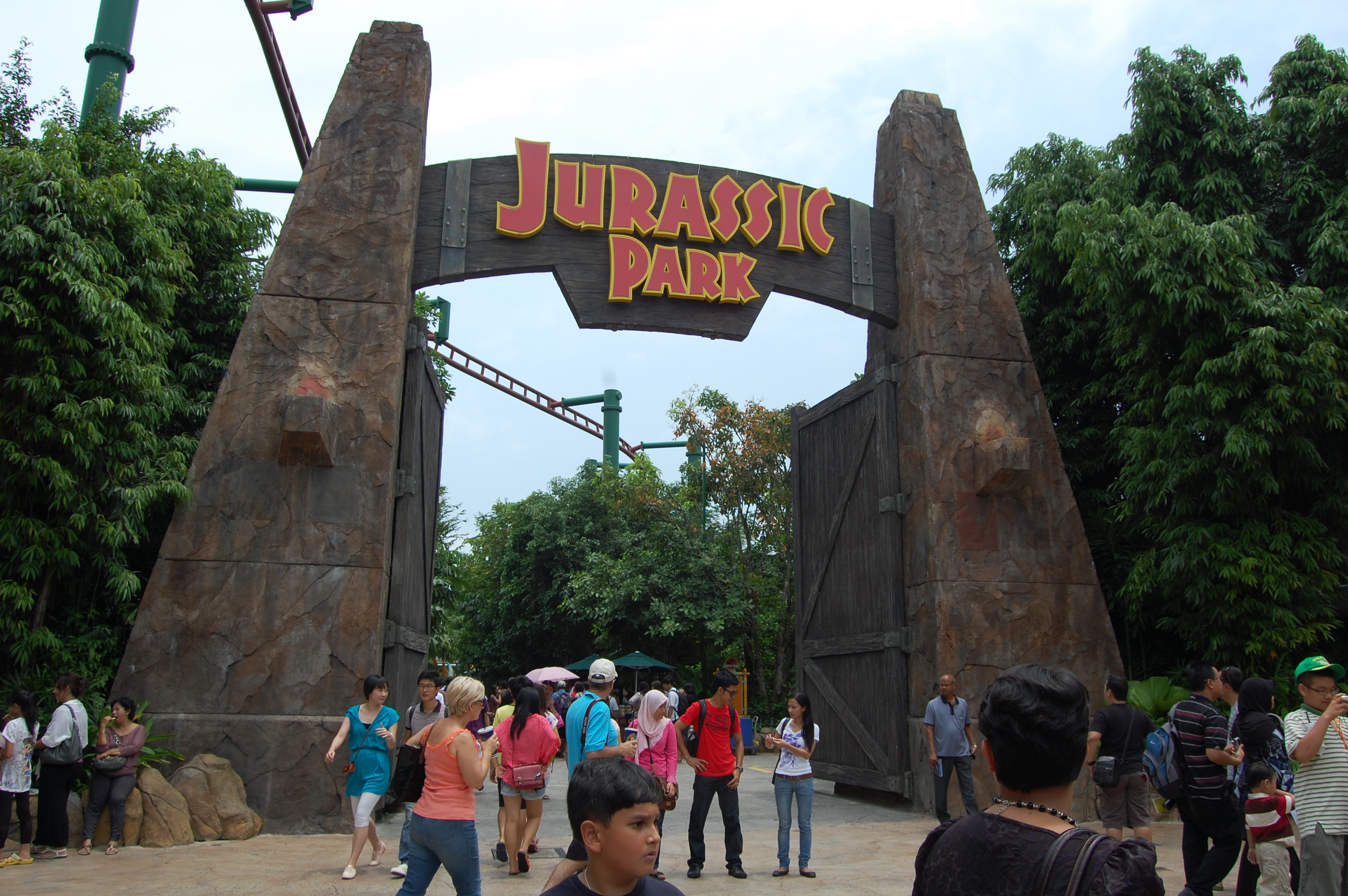
Jurassic Park van Universal Studios in Singapore

Jurassic Park is een Amerikaanse mediafranchise die begon met een boek in 1990. De verfilming ervan werd een van de meest succesvolle blockbusters. Er volgde hierna een tweede boek dat ook werd verfilmd. Uiteindelijk werden onder andere zeven films uitgebracht en een reeks computerspellen.

## Verhaal

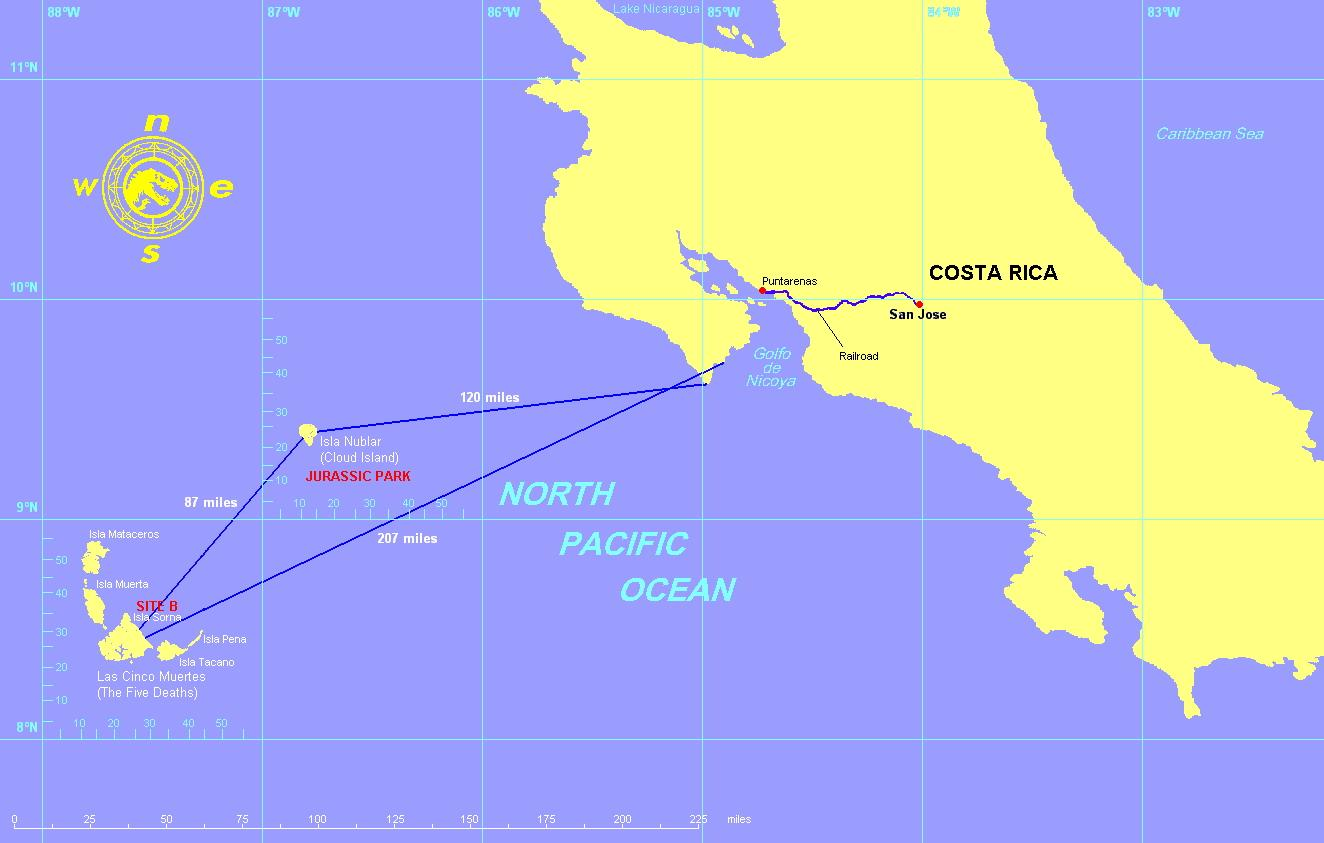
Kaart met Isla Nublar en "de vijf doden".

De rijke John Hammond bezit een tropisch eiland (Isla Nublar) waarop een pretpark met dinosauriërs gebouwd is. Voordat het park opent, moet het eerst door experts goedgekeurd worden. Wanneer deze echter aankomen, gaan er verschillende dingen fout. Later blijkt dat op een tweede eiland (Isla Sorna) de dino's gekweekt werden.

## Boeken
De franchise begon oorspronkelijk met Michael Crichtons bestseller Jurassic Park.

### Jurassic Park(1990)
Jurassic Park is een sciencefictionroman uit 1990.
Het boek gaat over een eiland voor de Zuid-Amerikaanse kust waarop door gentechnologie herschapen dinosauriërs door het publiek bezichtigd kunnen worden. Evenals in Crichtons eerdere film Westworld, blijkt het door wetenschappelijk vernuft ondersteunde amusementspark veel gevaren op te leveren.

### The Lost World(1995)
The Lost World is een sciencefictionroman uit 1995. Crichton was niet van plan om een tweede boek te schrijven, maar wegens het succes van de verfilming van het eerste boek en de belofte van Steven Spielberg dat hij het vervolg meteen zou laten verfilmen, besloot hij om toch een vervolg te schrijven.
Het boek vertelt dat er, naast Isla Nublar, nog een ander eiland is waar dinosauriërs leven. Dat eiland, Isla Sorna, wordt "Site B" genoemd en was de plaats waar de dino's eerst werden gekweekt, alvorens ze naar Isla Nublar werden gebracht. Het eiland blijkt echter bereikbaar te zijn vanaf de kust van Costa Rica, waar er plots veel doden vallen. Wanneer een vriend van Ian Malcolm, genaamd Richard Levine, vermist wordt op "Site B", gaat Malcolm er met een reddingsteam naartoe.

## Films
De Jurassic Park-filmserie is de tiende succesvolste filmserie ooit qua opbrengst. Er zijn reeds zeven langspeelfilms uitgekomen.

### Jurassic Park(1993)
Jurassic Park is een Amerikaanse film uit 1993 van regisseur Steven Spielberg, gebaseerd op het gelijknamige boek. Hij is geproduceerd door Universal Studios en geldt als een van de succesvolste rampenfilms aller tijden.
De film vertelt hoe een miljardair erin slaagt op een eiland dinosauriërs, die reeds miljoenen jaren zijn uitgestorven, te herscheppen uit hun DNA. Deze worden in een park als attractie gebruikt, maar tijdens een controlebezoek vóór de officiële opening loopt het helemaal uit de hand.
Jurassic Park had een budget van $ 63 miljoen en een opbrengst van $ 1.029.153.882. Het werd de succesvolste film ooit en won zelfs drie Oscars.

### The Lost World: Jurassic Park(1997)
The Lost World: Jurassic Park (ook wel Jurassic Park 2 genoemd) is een Amerikaanse film uit 1997. De film is een sciencefiction-avonturenfilm naar de roman The Lost World van Michael Crichton.
Het verhaal vertelt hoe een reddingsmissie naar het fictieve eiland Isla Sorna ("Site B") fout afloopt. Op dat eiland werden de dinosauriërs gekweekt, voordat ze naar Isla Nublar werden gebracht.
Het vervolg werd net als de eerste film ook geregisseerd door Steven Spielberg en kreeg een groter budget dan de eerste film, $ 73 miljoen. De opbrengst van ruim $ 618 miljoen ligt wel aanzienlijk lager ten opzichte van de eerste film.

### Jurassic Park III(2001)
Jurassic Park III is een Amerikaanse film uit 2001. De film werd in tegenstelling tot de voorgaande uit de serie geregisseerd door Joe Johnston. Dit is tevens de eerste film in de serie die geen verfilming is van een boek. Desondanks gaat de film wel verder op de vorige films.
De paleontoloog Alan Grant gaat als gids samen met een groepje mensen per vliegtuig naar "Site B" om verdere uitleg te geven over de locatie zelf. Het blijkt echter dat het koppel aan boord eigenlijk op zoek is naar hun zoon, die met zijn parapente is neergestort op het eiland. Ze laten tegen de raad van Grant in het toestel landen. Hier wordt het vrijwel meteen verwoest, waardoor ze op "Site B" vastzitten.
Er was opnieuw een hoger budget, namelijk $ 93 miljoen. De opbrengst is echter opnieuw lager, met $ 368.780.809.

### Jurassic World(2015)
Jurassic World is een Amerikaanse sciencefictionfilm uit 2015. De film werd deze keer geregisseerd door Colin Trevorrow en is het vierde deel in de Jurassic Park-filmserie.
Het verhaal speelt zich 22 jaar na de gebeurtenissen in de eerste film af, op hetzelfde eiland (Isla Nublar). In de film komen geen belangrijke personages uit de voorgaande films terug. Op het eiland is ondertussen Jurassic World gebouwd, een bekend en goed draaiend themapark. Het park omvat voornamelijk verscheidene voorstellingen en attracties met dinosauriërs, maar ook onder andere winkels, restaurants en een Hilton-hotel. Het transport doorheen het park gebeurt per monorail. Doordat een genetisch gemodificeerde hybride dinosauriër ontsnapt, moeten de vele parkbezoekers vluchten voor hun leven.
Met $ 150 miljoen ligt het budget van deze film opnieuw hoger. Jurassic World bracht met ruim anderhalf miljard dollar meer op dan de eerste film uit de serie en is zelfs de op drie na succesvolste film ooit.

### Jurassic World: Fallen Kingdom(2018)
Jurassic World: Fallen Kingdom is een Amerikaanse sciencefictionfilm. De film werd deze keer geregisseerd door Juan Antonio Bayona en is het vijfde deel in de Jurassic Park-filmserie.
Het verhaal speelt zich enkele jaren af na de gebeurtenissen in Jurassic World. Het eiland is door de mensen verlaten en is nu enkel bewoond door de dinosauriërs, die vrij rondlopen. Wanneer een vulkaan op het eiland dreigt uit te barsten gaat er een team op pad om de dino's van uitsterven te redden. Het grootste deel van het team blijkt echter een groep huursoldaten onder leiding van een aantal rijke mensen in Lockwood Estate (Californië) te zijn. Ze willen de dino's verkopen op een veiling, samen met een nieuwe hybride dino, maar dit loopt opnieuw uit de hand. 
De vijfde film werd geproduceerd met een budget van $ 170 miljoen. De opbrengst bedroeg ruim $ 1,3 miljard.

### Jurassic World Dominion(2022)
Jurassic World Dominion is een Amerikaanse sciencefictionfilm uit 2022, waarin Colin Trevorrow terugkeert als filmregisseur en is het zesde deel van de Jurassic Park-serie.
Het verhaal speelt zich vier jaar na de gebeurtenissen van Jurassic World: Fallen Kingdom af, waarin genetisch gemodificeerde dinosaurussen werden geveild aan bedrijven over de hele wereld, terwijl andere werden vrijgelaten op Amerikaanse bodem. Het verhaal speelt zich af over de hele wereld en toont mensen die het opnemen tegen binnenvallende dinosaurussoorten.
De zesde film werd geproduceerd met een budget van $ 185 miljoen. De opbrengst bedroeg ruim $ 984 miljoen (21 augustus 2022).

### Jurassic World Rebirth(2025)
Jurassic World Rebirth is een Amerikaanse sciencefictionfilm uit 2025, geregisseerd door Gareth Edwards en is het zevende deel van de Jurassic Park-serie.

### Lijst van personages
| Personage         | Film                 | Film                                 | Film                     | Film                   | Film                                  | Film                           | Film                          |
| Personage         | Jurassic Park (1993) | The Lost World: Jurassic Park (1997) | Jurassic Park III (2001) | Jurassic World (2015)  | Jurassic World: Fallen Kingdom (2018) | Jurassic World Dominion (2022) | Jurassic World Rebirth (2025) |
| ----------------- | -------------------- | ------------------------------------ | ------------------------ | ---------------------- | ------------------------------------- | ------------------------------ | ----------------------------- |
| Dr. Alan Grant    | Sam Neill            |                                      | Sam Neill                |                        |                                       | Sam Neill                      |                               |
| Dr. Ellie Sattler | Laura Dern           |                                      | Laura Dern               |                        |                                       | Laura Dern                     |                               |
| Dr. Ian Malcolm   | Jeff Goldblum        | Jeff Goldblum                        |                          |                        | Jeff Goldblum                         | Jeff Goldblum                  |                               |
| John Hammond      | Richard Attenborough | Richard Attenborough                 |                          |                        |                                       |                                |                               |
| Lex Murphy        | Ariana Richards      | Ariana Richards                      |                          |                        |                                       |                                |                               |
| Tim Murphy        | Joseph Mazzello      | Joseph Mazzello                      |                          |                        |                                       |                                |                               |
| Dr. Henry Wu      | B.D. Wong            |                                      |                          | B.D. Wong              | B.D. Wong                             | B.D. Wong                      |                               |
| Robert Muldoon    | Bob Peck             |                                      |                          |                        |                                       |                                |                               |
| Ray Arnold        | Samuel L. Jackson    |                                      |                          |                        |                                       |                                |                               |
| Dennis Nedry      | Wayne Knight         |                                      |                          |                        |                                       |                                |                               |
| Donald Gennaro    | Martin Ferrero       |                                      |                          |                        |                                       |                                |                               |
| Dr. Lewis Dodgson | Cameron Thor         |                                      |                          |                        |                                       | Campbell Scott                 |                               |
| Dr. Gerry Harding | Gerald R. Molen      |                                      |                          |                        |                                       |                                |                               |
| Mr. DNA           | Greg Burson (stem)   |                                      |                          | Colin Trevorrow (stem) |                                       |                                |                               |
| Dr. Sarah Harding |                      | Julianne Moore                       |                          |                        |                                       |                                |                               |
| Kelly Curtis      |                      | Vanessa Lee Chester                  |                          |                        |                                       |                                |                               |
| Nick Van Owen     |                      | Vince Vaughn                         |                          |                        |                                       |                                |                               |
| Roland Tembo      |                      | Pete Postlethwaite                   |                          |                        |                                       |                                |                               |
| Peter Ludlow      |                      | Arliss Howard                        |                          |                        |                                       |                                |                               |
| Ajay Sidhu        |                      | Harvey Jason                         |                          |                        |                                       |                                |                               |
| Dr. Robert Burke  |                      | Thomas F. Duffy                      |                          |                        |                                       |                                |                               |
| Dieter Stark      |                      | Peter Stormare                       |                          |                        |                                       |                                |                               |
| Eddie Carr        |                      | Richard Schiff                       |                          |                        |                                       |                                |                               |
| Paul Kirby        |                      |                                      | William H. Macy          |                        |                                       |                                |                               |
| Amanda Kirby      |                      |                                      | Téa Leoni                |                        |                                       |                                |                               |
| Billy Brennan     |                      |                                      | Alessandro Nivola        |                        |                                       |                                |                               |
| Eric Kirby        |                      |                                      | Trevor Morgan            |                        |                                       |                                |                               |
| Udesky            |                      |                                      | Michael Jeter            |                        |                                       |                                |                               |
| M.B. Nash         |                      |                                      | Bruce A. Young           |                        |                                       |                                |                               |
| Cooper            |                      |                                      | John Diehl               |                        |                                       |                                |                               |
| Ben Hildebrand    |                      |                                      | Mark Harelik             |                        |                                       |                                |                               |
| Owen Grady        |                      |                                      |                          | Chris Pratt            | Chris Pratt                           | Chris Pratt                    |                               |
| Claire Dearing    |                      |                                      |                          | Bryce Dallas Howard    | Bryce Dallas Howard                   | Bryce Dallas Howard            |                               |
| Zach Mitchell     |                      |                                      |                          | Nick Robinson          |                                       |                                |                               |
| Gray Mitchell     |                      |                                      |                          | Ty Simpkins            |                                       |                                |                               |
| Vic Hoskins       |                      |                                      |                          | Vincent D'Onofrio      |                                       |                                |                               |
| Simon Masrani     |                      |                                      |                          | Irrfan Khan            |                                       |                                |                               |
| Lowery Cruthers   |                      |                                      |                          | Jake Johnson           |                                       |                                |                               |
| Vivian Krill      |                      |                                      |                          | Lauren Lapkus          |                                       |                                |                               |
| Katashi Hamada    |                      |                                      |                          | Brian Tee              |                                       |                                |                               |
| Barry Sembène     |                      |                                      |                          | Omar Sy                |                                       | Omar Sy                        |                               |
| Karen Mitchell    |                      |                                      |                          | Judy Greer             |                                       |                                |                               |
| Scott Mitchell    |                      |                                      |                          | Andy Buckley           |                                       |                                |                               |
| Zara Young        |                      |                                      |                          | Katie McGrath          |                                       |                                |                               |
| Eli Mills         |                      |                                      |                          |                        | Rafe Spall                            |                                |                               |
| Franklin Webb     |                      |                                      |                          |                        | Justice Smith                         | Justice Smith                  |                               |
| Dr. Zia Rodriguez |                      |                                      |                          |                        | Daniella Pineda                       | Daniella Pineda                |                               |
| Ken Wheatley      |                      |                                      |                          |                        | Ted Levine                            |                                |                               |
| Maisie Lockwood   |                      |                                      |                          |                        | Isabella Sermon                       | Isabella Sermon                |                               |
| Benjamin Lockwood |                      |                                      |                          |                        | James Cromwell                        |                                |                               |
| Gunnar Eversol    |                      |                                      |                          |                        | Toby Jones                            |                                |                               |
| Iris Carroll      |                      |                                      |                          |                        | Geraldine Chaplin                     |                                |                               |
| Senator Sherwood  |                      |                                      |                          |                        | Peter Jason                           |                                |                               |
| Kayla Watts       |                      |                                      |                          |                        |                                       | DeWanda Wise                   |                               |
| Ramsay Cole       |                      |                                      |                          |                        |                                       | Mamoudou Athie                 |                               |
| Rainn Delacourt   |                      |                                      |                          |                        |                                       | Scott Haze                     |                               |
| Soyona Santos     |                      |                                      |                          |                        |                                       | Dichen Lachman                 |                               |
| Wyatt Huntley     |                      |                                      |                          |                        |                                       | Kristoffer Polaha              |                               |
| Zora Bennett      |                      |                                      |                          |                        |                                       |                                | Scarlett Johansson            |
| Duncan Kincaid    |                      |                                      |                          |                        |                                       |                                | Mahershala Ali                |
| Dr. Henry Loomis  |                      |                                      |                          |                        |                                       |                                | Jonathan Bailey               |
| Martin Krebs      |                      |                                      |                          |                        |                                       |                                | Rupert Friend                 |
| Reuben Delgado    |                      |                                      |                          |                        |                                       |                                | Manuel Garcia-Rulfo           |
| Teresa Delgado    |                      |                                      |                          |                        |                                       |                                | Luna Blaise                   |
| Xavier Dobbs      |                      |                                      |                          |                        |                                       |                                | David Iacono                  |
| Isabella Delgado  |                      |                                      |                          |                        |                                       |                                | Audrina Miranda               |
| Nina              |                      |                                      |                          |                        |                                       |                                | Philippine Velge              |
| LeClerc           |                      |                                      |                          |                        |                                       |                                | Bechir Sylvain                |
| Bobby Atwater     |                      |                                      |                          |                        |                                       |                                | Ed Skrein                     |

### Lijst van dinosauriërs
| Dinosauriër        | Jurassic Park (1993) | The Lost World: Jurassic Park (1997) | Jurassic Park III (2001) | Jurassic World (2015) | Jurassic World: Fallen Kingdom (2018) | Jurassic World Dominion (2022) | Jurassic World Rebirth (2025) |
| ------------------ | -------------------- | ------------------------------------ | ------------------------ | --------------------- | ------------------------------------- | ------------------------------ | ----------------------------- |
| Allosaurus         | Nee                  | Nee                                  | Nee                      | Nee                   | Ja                                    | Ja                             | Nee                           |
| Ankylosaurus       | Nee                  | Nee                                  | Ja                       | Ja                    | Ja                                    | Ja                             | Ja                            |
| Anurognathus       | Nee                  | Nee                                  | Nee                      | Nee                   | Nee                                   | Nee                            | Ja                            |
| Apatosaurus        | Nee                  | Nee                                  | Nee                      | Ja                    | Ja                                    | Ja                             | Ja                            |
| Aquilops           | Nee                  | Nee                                  | Nee                      | Nee                   | Nee                                   | Nee                            | Ja                            |
| Atrociraptor       | Nee                  | Nee                                  | Nee                      | Nee                   | Nee                                   | Ja                             | Nee                           |
| Baryonyx           | Nee                  | Nee                                  | Nee                      | Nee                   | Ja                                    | Ja                             | Nee                           |
| Brachiosaurus      | Ja                   | Nee                                  | Ja                       | Nee                   | Ja                                    | Ja                             | Nee                           |
| Carnotaurus        | Nee                  | Nee                                  | Nee                      | Nee                   | Ja                                    | Ja                             | Nee                           |
| Ceratosaurus       | Nee                  | Nee                                  | Ja                       | Nee                   | Nee                                   | Nee                            | Nee                           |
| Compsognathus      | Nee                  | Ja                                   | Ja                       | Nee                   | Ja                                    | Ja                             | Ja                            |
| Corythosaurus      | Nee                  | Nee                                  | Ja                       | Nee                   | Nee                                   | Nee                            | Nee                           |
| Dilophosaurus      | Ja                   | Nee                                  | Nee                      | Nee                   | Nee                                   | Ja                             | Ja                            |
| Dimetrodon         | Nee                  | Nee                                  | Nee                      | Nee                   | Nee                                   | Ja                             | Nee                           |
| Dimorphodon        | Nee                  | Nee                                  | Nee                      | Ja                    | Nee                                   | Ja                             | Nee                           |
| Distortus rex      | Nee                  | Nee                                  | Nee                      | Nee                   | Nee                                   | Nee                            | Ja                            |
| Dreadnoughtus      | Nee                  | Nee                                  | Nee                      | Nee                   | Nee                                   | Ja                             | Nee                           |
| Gallimimus         | Ja                   | Ja                                   | Nee                      | Ja                    | Ja                                    | Ja                             | Nee                           |
| Giganotosaurus     | Nee                  | Nee                                  | Nee                      | Nee                   | Nee                                   | Ja                             | Nee                           |
| Iguanodon          | Nee                  | Nee                                  | Nee                      | Nee                   | Nee                                   | Ja                             | Nee                           |
| Indominus rex      | Nee                  | Nee                                  | Nee                      | Ja                    | Nee                                   | Nee                            | Nee                           |
| Indoraptor         | Nee                  | Nee                                  | Nee                      | Nee                   | Ja                                    | Nee                            | Nee                           |
| Lystrosaurus       | Nee                  | Nee                                  | Nee                      | Nee                   | Nee                                   | Ja                             | Nee                           |
| Mamenchisaurus     | Nee                  | Ja                                   | Nee                      | Nee                   | Nee                                   | Nee                            | Nee                           |
| Microceratus       | Nee                  | Nee                                  | Nee                      | Nee                   | Nee                                   | Ja                             | Nee                           |
| Moros              | Nee                  | Nee                                  | Nee                      | Nee                   | Nee                                   | Ja                             | Nee                           |
| Mosasaurus         | Nee                  | Nee                                  | Nee                      | Ja                    | Ja                                    | Ja                             | Ja                            |
| Mutadon            | Nee                  | Nee                                  | Nee                      | Nee                   | Nee                                   | Nee                            | Ja                            |
| Nasutoceratops     | Nee                  | Nee                                  | Nee                      | Nee                   | Nee                                   | Ja                             | Nee                           |
| Pachycephalosaurus | Nee                  | Ja                                   | Nee                      | Nee                   | Nee                                   | Nee                            | Nee                           |
| Parasaurolophus    | Ja                   | Ja                                   | Ja                       | Ja                    | Ja                                    | Ja                             | Nee                           |
| Pteranodon         | Nee                  | Ja                                   | Ja                       | Ja                    | Ja                                    | Ja                             | Ja                            |
| Pyroraptor         | Nee                  | Nee                                  | Nee                      | Nee                   | Nee                                   | Ja                             | Nee                           |
| Quetzalcoatlus     | Nee                  | Nee                                  | Nee                      | Nee                   | Nee                                   | Ja                             | Ja                            |
| Sinoceratops       | Nee                  | Nee                                  | Nee                      | Nee                   | Ja                                    | Ja                             | Nee                           |
| Spinosaurus        | Nee                  | Nee                                  | Ja                       | Nee                   | Nee                                   | Nee                            | Ja                            |
| Stegosaurus        | Nee                  | Ja                                   | Ja                       | Ja                    | Ja                                    | Ja                             | Nee                           |
| Stygimoloch        | Nee                  | Nee                                  | Nee                      | Nee                   | Ja                                    | Ja                             | Nee                           |
| Therizinosaurus    | Nee                  | Nee                                  | Nee                      | Nee                   | Nee                                   | Ja                             | Nee                           |
| Titanosaurus       | Nee                  | Nee                                  | Nee                      | Nee                   | Nee                                   | Nee                            | Ja                            |
| Triceratops        | Ja                   | Ja                                   | Ja                       | Ja                    | Ja                                    | Ja                             | Nee                           |
| Tyrannosaurus      | Ja                   | Ja                                   | Ja                       | Ja                    | Ja                                    | Ja                             | Ja                            |
| Velociraptor       | Ja                   | Ja                                   | Ja                       | Ja                    | Ja                                    | Ja                             | Ja                            |

## Computerspellen
Op basis van de films kwamen een aantal computerspellen uit. 
Dit overzicht is mogelijk incompleet; u kunt helpen door het uit te breiden.

### Warpath: Jurassic Park(1999)
Warpath: Jurassic Park is een computerspel voor PlayStation. Het vechtspel werd uitgebracht in 1999 en is gebaseerd op de films Jurassic Park en The Lost World: Jurassic Park.

### Jurassic Park: Operation Genesis(2003)
Jurassic Park: Operation Genesis (afgekort JPOG) is een simulatiecomputerspel voor pc, Xbox en PlayStation 2, gebaseerd op de films Jurassic Park, The Lost World: Jurassic Park en Jurassic Park III.
In het spel moet de speler zelf een Jurassic Park-pretpark bouwen en runnen. Hiervoor heeft men de toegang tot verschillende attracties en diverse dinosauriërs.

### Jurassic Park: The Game(2011)
Jurassic Park: The Game is een vierdelig episodisch interactief avonturenspel van Telltale Games uit 2011.
Hoewel de titel doet vermoeden dat het spel inhoudelijk gebaseerd is op Steven Spielbergs film Jurassic Park en de eerder verschenen gelijknamige roman, is dit maar gedeeltelijk. Er werd een nieuwe verhaallijn bedacht omtrent de door Dennis Nedry gestolen koker met dinosaurusembryo's. De enige personages die zowel in de film, het boek als in dit spel voorkomen, zijn Nedry en de dierenarts Gerry Harding.

### Jurassic Park Builder(2012)
Jurassic Park Builder is een simulatiespel uit 2012, ontwikkeld en uitgegeven door Ludia. Het computerspel is beschikbaar voor iOS en Android, en is via Facebook ook op pc te spelen.
Net als in Jurassic Park: Operation Genesis moet de speler in dit spel een eigen Jurassic Park-pretpark bouwen en runnen. De speler krijgt in het begin echter maar een klein en beperkt stuk land waarop hij kan bouwen, maar heeft de mogelijkheid om het speelgebied na verloop van tijd uit te breiden. Naast een gewoon park met dinosauriërs, is er ook nog een aquariumpark met uitgestorven zeereptielen en een park met dieren uit de ijstijd.

### Jurassic World: The Game(2015)
Jurassic World: The Game werd in 2015 uitgebracht voor iOS en Android. Het simulatiespel werd ontwikkeld en uitgegeven door Ludia.
Het computerspel is gebaseerd op Jurassic Park: Operation Genesis en Jurassic Park Builder. Het doel van het spel is om zelf een Jurassic World-park te bouwen en te runnen. Daarnaast moet de speler in een arena gevechten tussen twee dino's houden.

### LEGO Jurassic World(2015)
LEGO Jurassic World is een action-adventurespel, ontwikkeld door Traveller's Tales en uitgebracht door Warner Bros. Interactive Entertainment. Het computerspel kwam uit op 12 juni 2015 en is beschikbaar voor PlayStation 3, PlayStation 4, PlayStation Vita, Nintendo 3DS, Wii U, Nintendo Switch, Xbox One, Xbox 360 en pc.
Het computerspel volgt het verhaal van de vier films Jurassic Park, The Lost World: Jurassic Park, Jurassic Park III en Jurassic World. Van elke film zijn vijf afzonderlijke levels beschikbaar.

### Jurassic World Evolution(2018)
Jurassic World Evolution is een bedrijfssimulatiespel ontwikkeld en uitgegeven door Frontier Developments. Het spel werd op 12 juni 2018 uitgebracht en is gebaseerd op de film Jurassic World.
In Jurassic World Evolution moet de speler een themapark met dinosauriërs creëren en onderhouden.

### Jurassic World Evolution 2(2021)
Jurassic World Evolution 2 is een bedrijfssimulatiespel ontwikkeld en uitgegeven door Frontier Developments. Het spel werd op 9 november 2021 uitgebracht en is gebaseerd op de films Jurassic World, Jurassic World: Fallen Kingdom en Jurassic World Dominion.
In Jurassic World Evolution 2 moet de speler een themapark met dinosauriërs creëren en onderhouden.

### Jurassic World Evolution 3(2025)
Jurassic World Evolution 3 is een bedrijfssimulatiespel ontwikkeld en uitgegeven door Frontier Developments. Het is de derde instalatie van de Jurassic World Evolution serie, en werd op 6 juni 2025 voor het eerst aan de wereld aangekondigd op Summer Game Fest. Het spel kwam later uit op 21 oktober 2025.
In Jurassic World Evolution 3 moet de speler een themapark met dinosauriërs creëren en onderhouden.

## Pretparkattracties
In alle Universal Studios-pretparken zijn attracties geplaatst die gebaseerd zijn op de Jurassic Park-films.
- Jurassic Park: The Ride in Universal Studios Hollywood (Shoot-the-Chute)
- Jurassic Park River Adventure in Islands of Adventure (Shoot-the-Chute)
- Jurassic Park: The Ride in Universal Studios Japan (Shoot-the-Chute)
- Jurassic Park Rapids Adventure in Universal Studios Singapore (Rapid river)
- VelociCoaster in Islands of Adventure (Stalen achtbaan)
- Jurassic World Adventure in Universal Studios Beijing (darkride)
- Jurassic Flyers in Universal Studios Beijing (Draaiende achtbaan)
- Pteranodon Flyers in Islands of Adventure (hangende achtbaan)

### Afbeeldingen

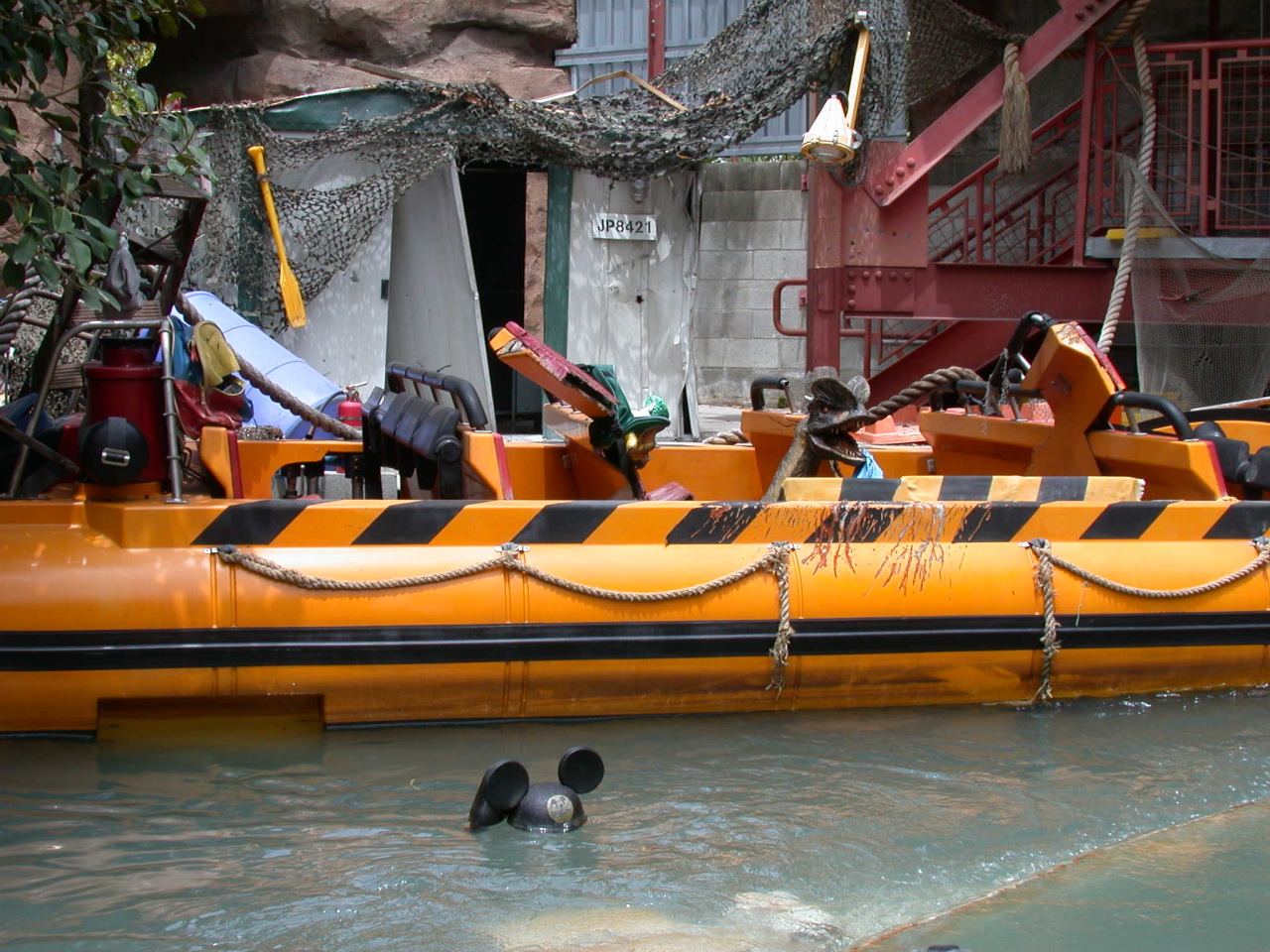
Jurassic Park: The Ride (Universal Studios Hollywood)
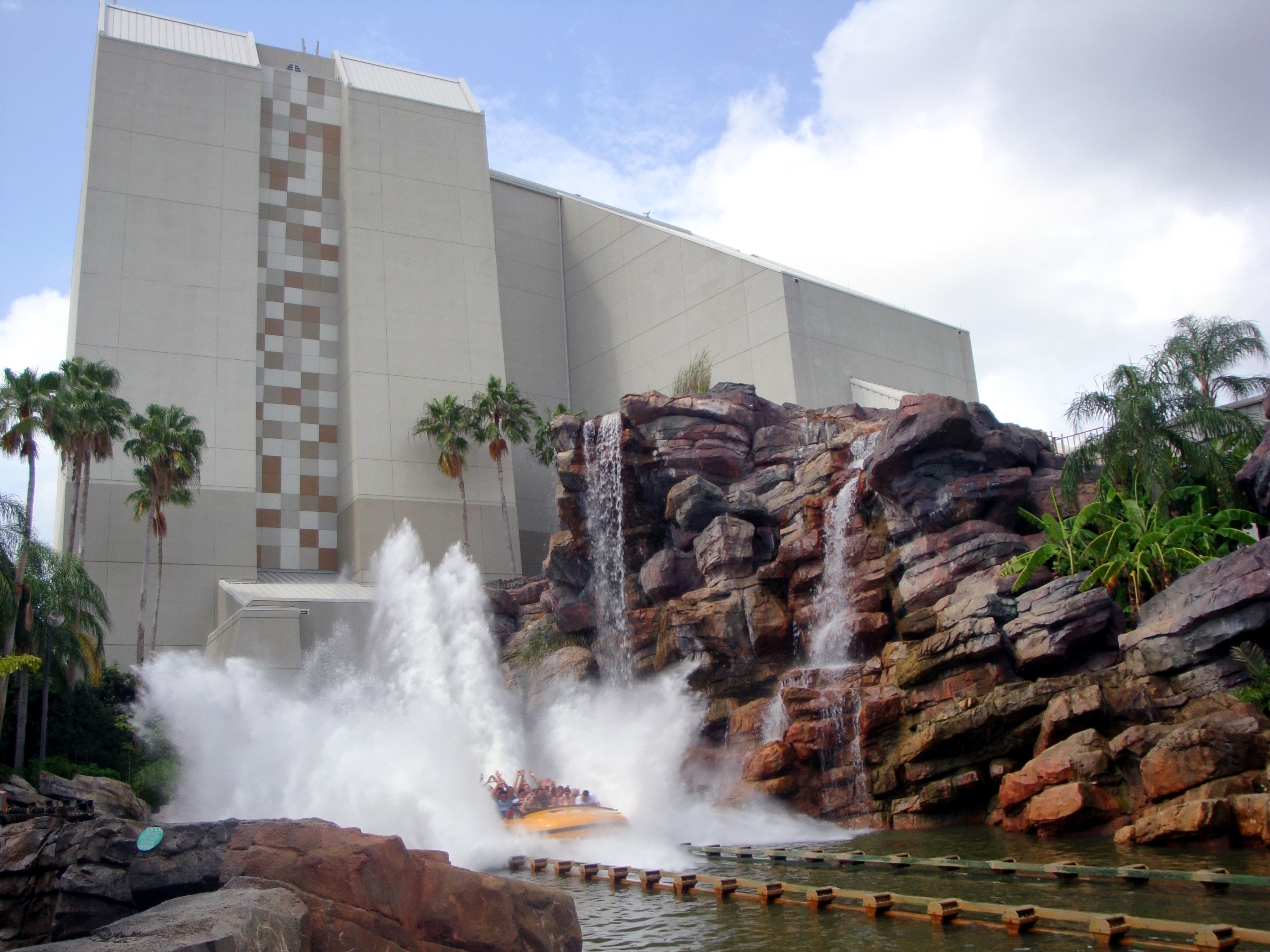
Jurassic Park River Adventure (Islands of Adventure, Universal Orlando Resort)
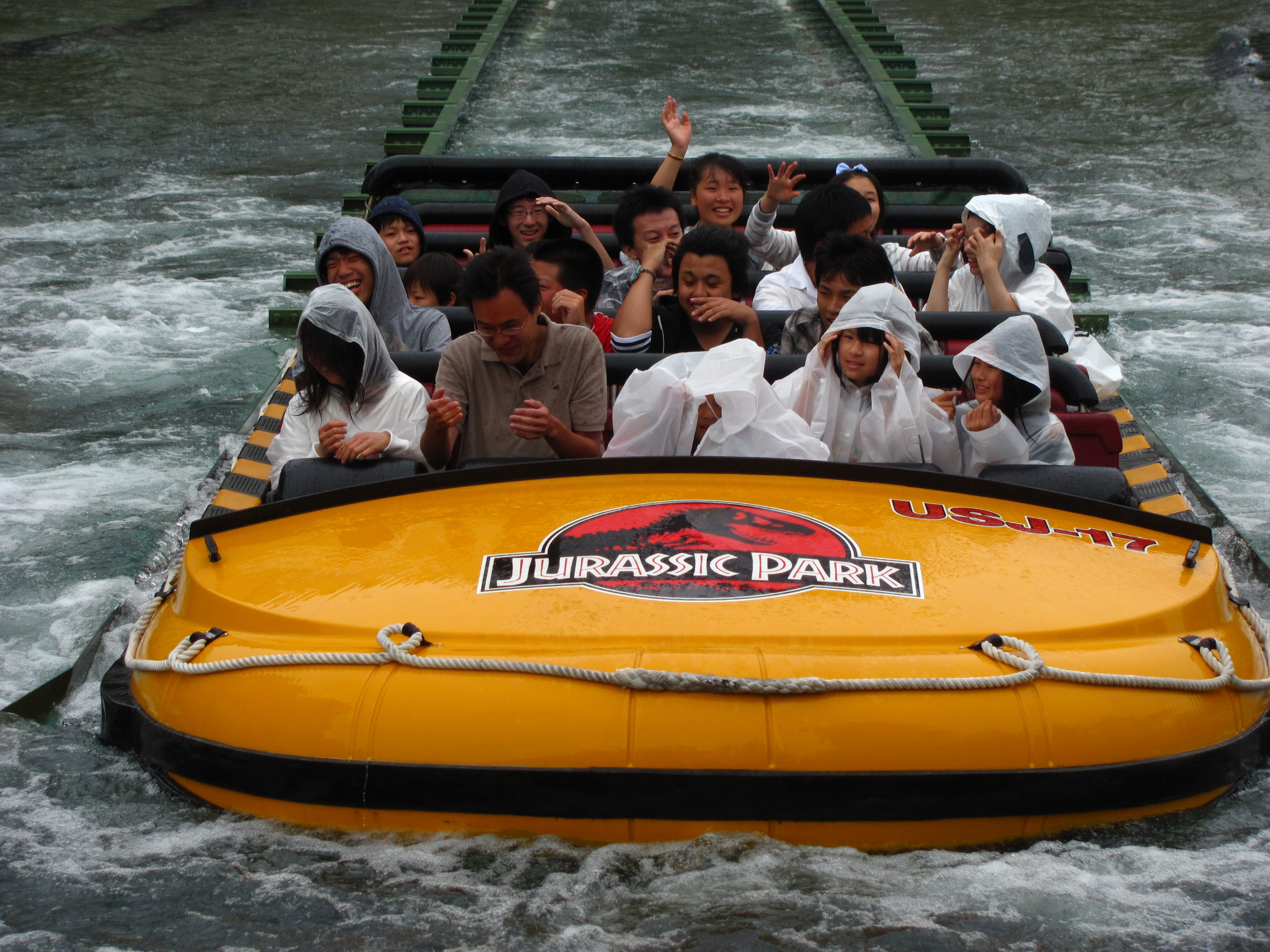
Jurassic Park: The Ride (Universal Studios Japan)
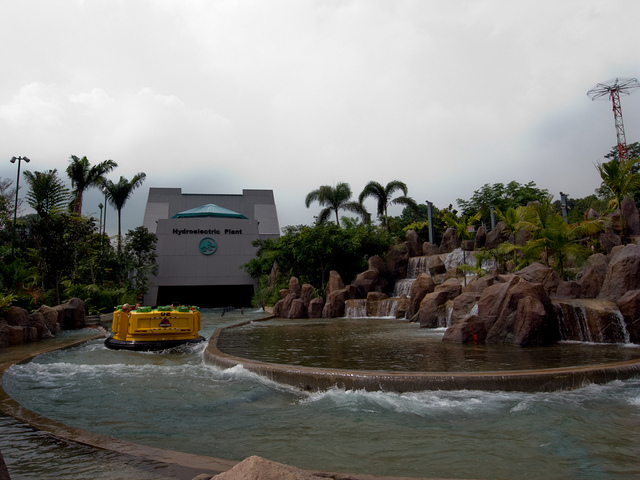
Jurassic Park Rapids Adventure (Universal Studios Singapore)
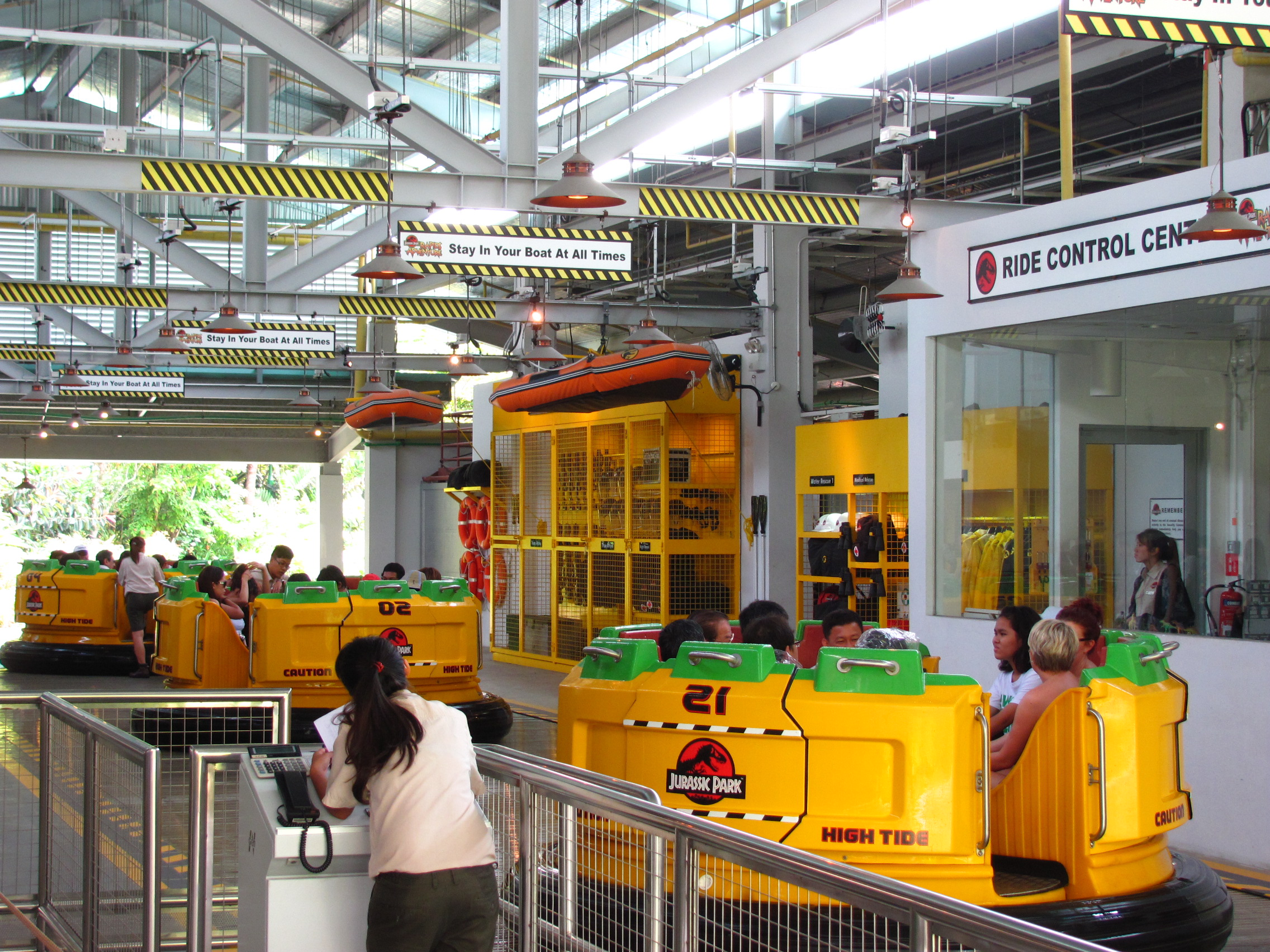
Jurassic Park Rapids Adventure (Universal Studios Singapore)